# يو إف سي 10
يو إف سي 10: المنافسة (بالإنجليزية: UFC 10: The Tournament)‏ هو حدث لفنون القتال المختلطة نظمته يو إف سي، أُقيم في 12 يوليو 1996، على ساحة المعارض في برمنغهام، ألاباما، الولايات المتحدة.